# 汤恩伯公馆
汤恩伯公馆是中国上海的一座历史建筑，位于虹口区四川北路2023弄志安坊35号，即多伦路210号白崇禧公馆东侧。这是一座花园住宅，建于1920年代，原来属于广东中山商人唐林生，新古典主义建筑风格，立面有四根高大的科林斯柱式巨柱。抗战后曾为第三军司令汤恩伯将军公馆，后为古钱币博物展览馆。
2003年，该建筑被上海市政府列为第四批上海市优秀历史建筑。2004年，汤恩伯公馆被列为虹口区文物保护单位。